# 429-й мотострелковый полк
429-й мотострелковый орденов Кутузова и Богдана Хмельницкого полк имени Кубанского казачества — тактическое формирование Сухопутных войск СССР и Сухопутных войск Российской Федерации. Находится в составе 19-й мотострелковой дивизии.
Условное наименование на момент расформирования — Войсковая часть № 01860 (в/ч 01860). Сокращённое наименование — 429 мсп.
Дислоцировался полк в городе Владикавказ до 1995 года, затем переведён в г. Моздок.

## История
429-й мотострелковый полк ведёт историю от 315-го стрелкового полка 19-й стрелковой дивизии.
В 1957 году 315-й стрелковый полк переформирован в 429-й мотострелковый полк в составе 92-й мотострелковой дивизии с сохранением преемственности, наград, исторического формуляра, боевой славы и боевого знамени полка.
30 марта 1991 года полку присвоено «имени Кубанского казачества» и полное наименование стало звучать как 429-й мотострелковый орденов Кутузова и Богдана Хмельницкого полк имени Кубанского казачества.
В 1990-е годы полк принимал участие в Первой чеченской войне. Затем принимал участие в отражении нападения на Дагестан и во Второй чеченской войне, где принимали участие во взятии населённого пункта Горагорский.
Полк участвовал в боях в Южной Осетии в ходе войны на территории Грузии в 2008 году, где потерял 1 убитым, 30 человек ранеными, из которых двое — ранены непосредственно в бою.
9 мая 2021 года парадный расчёт полка участвовал в Параде Победы во Владикавказе.

## Отличившиеся воины
- старший лейтенант Чагин, Алексей Михайлович, командир разведывательного взвода[3]

## Служившие в полку
- Аркадий Бабченко, журналист, писатель, военный корреспондент. Служил в полку связистом во время Первой чеченской войны.